# امارالد لیکس (پنسیلوانیا)
امارالد لیکس (به انگلیسی: Emerald Lakes) یک منطقهٔ مسکونی در ایالات متحده آمریکا است که در شهرستان مونرو، پنسیلوانیا واقع شده‌است. امارالد لیکس ۲٬۸۸۶ نفر جمعیت دارد.